# Philippe Segur
Philippe Henri, markiz de Ségur, francoski maršal, * 1724, † 3. oktober 1801.
1. 1 2  SNAC — 2010.
2. 1 2  GeneaStar